# Šútovský vodopád
De Šútovský vodopád is een waterval gelegen in het Slowaakse Nationaal Park Malá Fatra, circa vier kilometer ten noorden van de plaats Šútovo. De waterval heeft een hoogte van 38 meter en is daarmee de hoogste waterval van de Malá Fatra en de op drie na hoogste waterval van Slowakije. Het water dat door de Šútovský vodopád stroomt wordt aangevoerd door de bergrivier Šútovský potok, die ontspringt vanaf de berg Chleb.

## Galerij

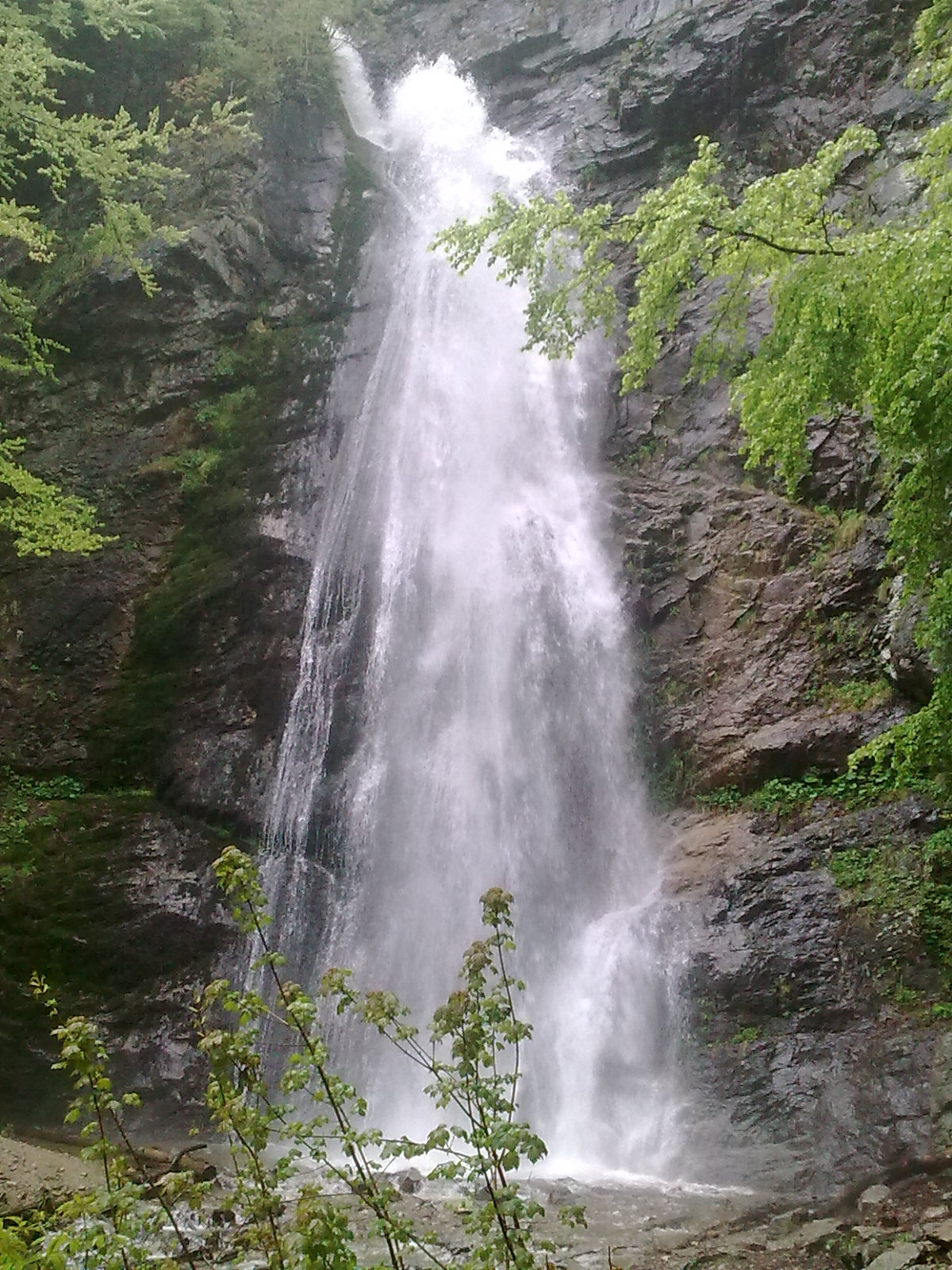
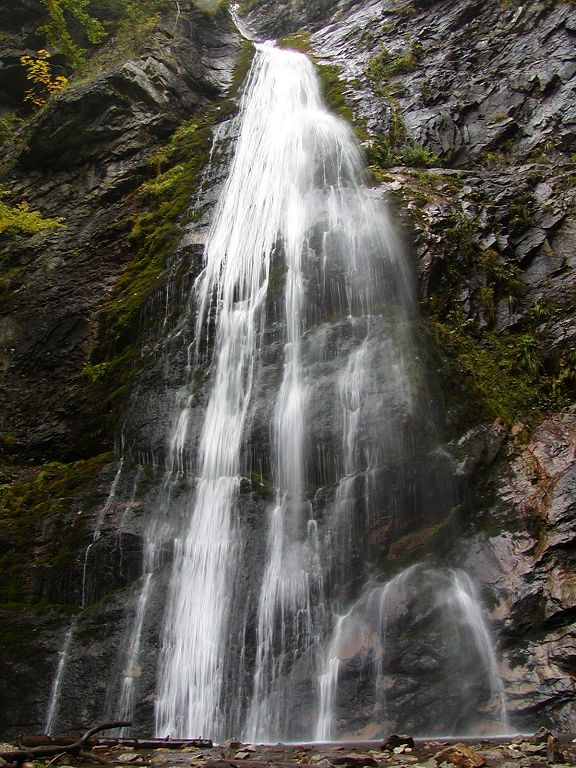